# Hart (Texas)
Hart é uma cidade localizada no estado norte-americano de Texas, no Condado de Castro.

## Demografia
Segundo o censo norte-americano de 2000, a sua população era de 1198 habitantes.
Em 2006, foi estimada uma população de 1071, um decréscimo de 127 (-10.6%).

## Geografia
De acordo com o United States Census Bureau tem uma área de
1,9 km², dos quais 1,9 km² cobertos por terra e 0,0 km² cobertos por água. Hart localiza-se a aproximadamente 1119 m acima do nível do mar.

## Localidades na vizinhança
O diagrama seguinte representa as localidades num raio de 28 km ao redor de Hart.